# Ftirate
Un ftirate est un sablé recouvert d'un glaçage à la vanille et au citron.

## Description
Un ftirate est une pâtisserie traditionnelle algérienne. Il s'agit d'un sablé recouvert d'un glaçage à la vanille et au citron (la telya). C'est un gâteau servi lors des mariages, à l’intention des enfants[réf. nécessaire].